# Раи (Кунео)
Раи (итал. Rai) је насеље у Италији у округу Кунео, региону Пијемонт.
Према процени из 2011. у насељу је живело 30 становника. Насеље се налази на надморској висини од 393 м.